# Нормал (Илиноис)
Нормал (енгл. Normal) град је у америчкој савезној држави Илиноис. По попису становништва из 2010. у њему је живело 52.497 становника.

## Демографија
Према попису становништва из 2010. у граду је живело 52.497 становника, што је 7.111 (15,7%) становника више него 2000. године.
| Група             | 2000.          | 2010.          |
| Белци             | 39.121 (86,2%) | 43.313 (82,5%) |
| Афроамериканци    | 3.499 (7,7%)   | 4.257 (8,1%)   |
| Азијати           | 1.001 (2,2%)   | 1.687 (3,2%)   |
| Хиспаноамериканци | 1.162 (2,6%)   | 2.133 (4,1%)   |
| Укупно            | 45.386         | 52.497         |